# Léon-Albert Terrier
Léon-Albert Terrier (* 6. Juli 1893 in La Balme-de-Sillingy; † 12. Mai 1957 in Bayonne) war ein französischer römisch-katholischer Geistlicher und Bischof.

## Leben
Léon-Albert Terrier wuchs im Bistum Annecy auf. Er machte Kriegsdienst, studierte Theologie und wurde 1922 zum Priester geweiht. Von 1938 bis zum 24. Juli 1944 war er Bischof der Tarentaise (mit Sitz in Moûtiers), dann (bis zu seinem Tod im Alter von 63 Jahren) Bischof von Bayonne.
In der Zeit des Vichy-Regimes wehrte er sich gegen den Faschismus.
In Moûtiers ist ein Platz nach ihm benannt.

## Veröffentlichungen
- Pour un renouveau paroissial. Éditions de l’Abeille, Lyon 1945.
- Un vivant. Monseigneur Léon-Albert Terrier (1893–1957) d’après ses écrits et ses notes. Hrsg. Roger Etchegaray. Impression commerciale des Pyrénées, Pau 1958. (Vorwort von Paul Gouyon)